# Noordvest (Schiedam)
De Noordvest is een singel  met een lengte van ongeveer 900 meter in het centrum van de Zuid-Hollandse plaats Schiedam. De Noordvest vormt de verbinding tussen de Schiedamse Schie ter hoogte van de Broersvest en de Westvest.
Op 2 augustus 1346 verleende gravin Margaretha van Holland en Henegouwen Schiedam het recht om vesten om de stad aan te leggen. De Noordvest werd rond 1350 gegraven.

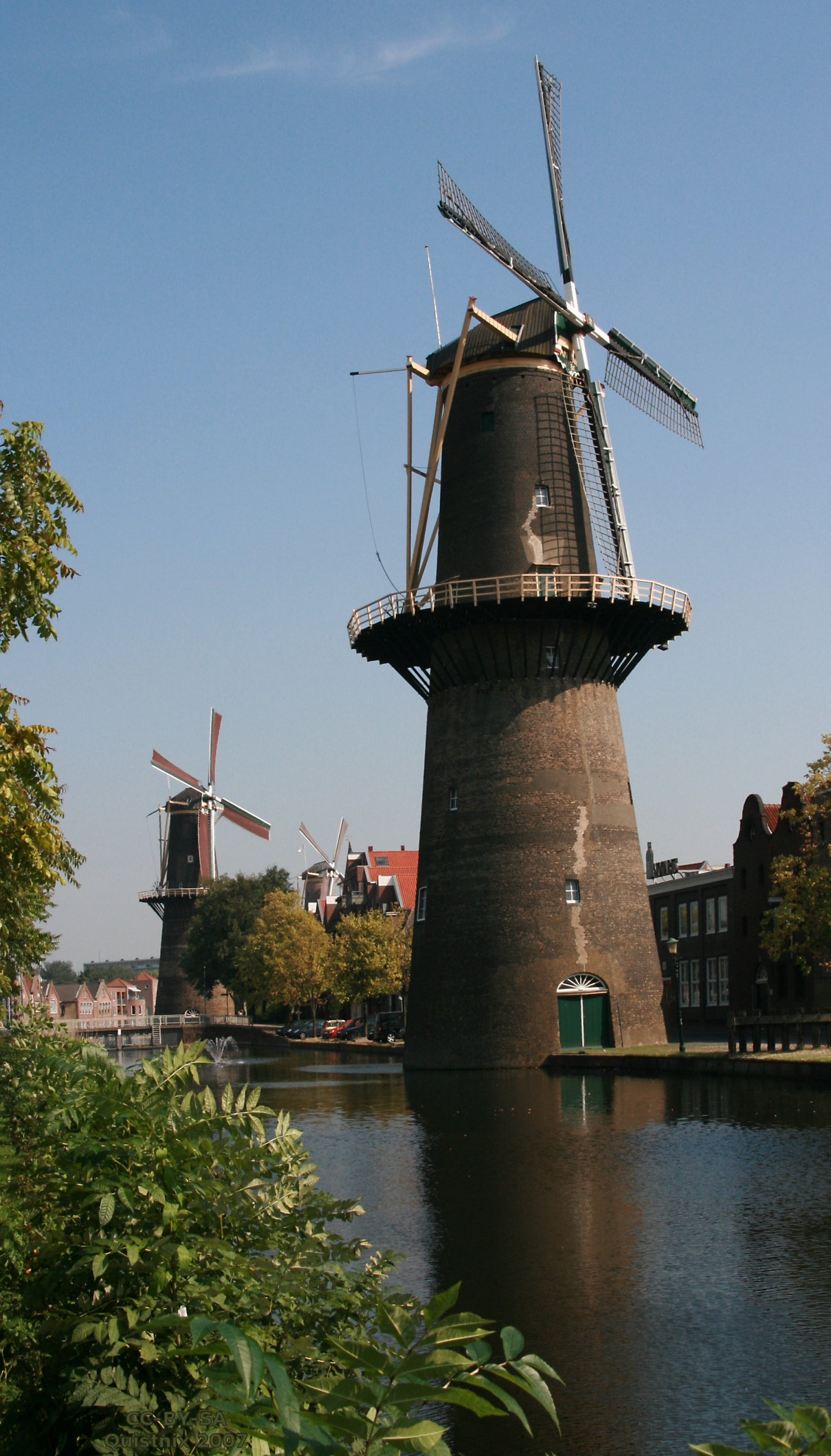
De Vrijheid, de Noord en op de achtergrond de Palmboom aan de Noordvest

Over de Noordvest liggen drie bruggen:
- De Doelebrug, voor fietsers en voetgangers aan de oostkant van de Noordvest
- De Spoelingbrug tussen het Spinhuispad en de Parkweg
- De Kethelbrug in de Damlaan.

Het gedeelte tussen de Kethelbrug en de Westvest is bekend als Vellevest.
Aan de Noordvest staan een viertal molens:
- De Kameel
- De Palmboom
- De Vrijheid
- De Noord

Ook zijn aan de Noordvest een tiental branderijen bewaard gebleven.